# Sindaci di Varese
Di seguito l'elenco cronologico dei sindaci di Varese e delle altre figure apicali equivalenti che si sono succedute nel corso della storia.

## Regno Lombardo-Veneto (1814-1861)
| Periodo | Periodo | Primo cittadino                | Partito | Carica      | Note |
| ------- | ------- | ------------------------------ | ------- | ----------- | ---- |
| 1814    | ?       | Giuseppe Piccinelli            |         | Pro Podestà | -    |
|         |         | Giuseppe Federico Della Chiesa |         | Podestà     | -    |
|         |         | Pompeo Comolli                 |         | Podestà     | -    |
| ?       | 1848    | Giovanni Speroni               |         | Podestà     | -    |
| 1848    | 1849    | Cesare Paravicini              |         | Podestà     | -    |
| 1850    | 1852    | Girolamo Veratti               |         | Podestà     | -    |
| 1853    | 1857    | Giovanni Speroni               |         | Podestà     | -    |
| 1858    | 1860    | Carlo Carcano                  |         | Podestà     | -    |

## Regno d'Italia (1861-1946)
| Periodo        | Periodo       | Primo cittadino        | Partito                     | Carica                  | Note                                  |
| -------------- | ------------- | ---------------------- | --------------------------- | ----------------------- | ------------------------------------- |
| 1860           | 1866          | Carlo Carcano          |                             | Sindaco                 | -                                     |
| 1867           | 1878          | Francesco Magatti      |                             | Sindaco                 | -                                     |
| 1880           |               | Antonio Morandi        |                             | f.f. sindaco            | -                                     |
| 1881           | 1885          | Calisto Veratti        |                             | Sindaco                 | -                                     |
| 1886           | 1888          | Gerolamo Garoni        |                             | f.f. sindaco            | -                                     |
| 1889           |               | Giuseppe Macchi        |                             | f.f. sindaco            | -                                     |
| 1890           | 1898          | Ugo Scuri              |                             | Sindaco                 | -                                     |
| 1898           | 1910          | Gerolamo Garoni        |                             | Sindaco                 | -                                     |
| 1910           |               | Felice Bianchi Morandi |                             | Assessore Anziano       | -                                     |
| 1910           |               | Luigi Zanzi            |                             | Assessore Anziano       | -                                     |
| 1910           |               | Francesco Petracchi    |                             | Sindaco                 | -                                     |
| 1910           | 1911          | Paolo Grilloni         |                             | Commissario Prefettizio | -                                     |
| 1911           | 1914          | Federico Della Chiesa  |                             | Sindaco                 | -                                     |
| 1914           | 1920          | Vincenzo Castelletti   |                             | Sindaco                 | -                                     |
| 1920           | 1921          | Andrea Beltramini      | Partito Socialista Italiano | Sindaco                 | -                                     |
| 1921           | 1922          | Luigi Cova             | Partito Socialista Italiano | Sindaco                 | -                                     |
| 1926           | 1944          | Domenico Castelletti   | Partito Nazionale Fascista  | Podestà                 | -                                     |
| 1944           | 1945          | Arturo Mascetti        |                             | Commissario Prefettizio | - Partito Fascista Repubblicano - RSI |
| 25 aprile 1945 | 25 marzo 1946 | Enrico Bonfanti        | Partito Comunista Italiano  | Sindaco                 | -                                     |

## Repubblica Italiana (dal 1946)
| Sindaci eletti dal Consiglio comunale (1946-1997)    | Sindaci eletti dal Consiglio comunale (1946-1997) | Sindaci eletti dal Consiglio comunale (1946-1997) | Sindaci eletti dal Consiglio comunale (1946-1997) | Sindaci eletti dal Consiglio comunale (1946-1997) | Sindaci eletti dal Consiglio comunale (1946-1997) | Sindaci eletti dal Consiglio comunale (1946-1997) | Sindaci eletti dal Consiglio comunale (1946-1997) | Sindaci eletti dal Consiglio comunale (1946-1997) |
| Nominativo                                           | Nominativo                                        | Partito                                           | Partito                                           | Giunta                                            | Giunta                                            | Mandato                                           | Mandato                                           | Elezione                                          |
| Nominativo                                           | Nominativo                                        | Partito                                           | Partito                                           | Giunta                                            | Giunta                                            | Inizio                                            | Fine                                              | Elezione                                          |
| ---------------------------------------------------- | ------------------------------------------------- | ------------------------------------------------- | ------------------------------------------------- | ------------------------------------------------- | ------------------------------------------------- | ------------------------------------------------- | ------------------------------------------------- | ------------------------------------------------- |
|                                                      | Luigi Cova                                        |                                                   | Partito Socialista Italiano                       |                                                   | PSIUP/PSI-PCI-PdA (fino al 1947)-PSLI (dal 1947)  | 25 marzo 1946                                     | 27 maggio 1951                                    | Elezione 1946                                     |
|                                                      | Arturo Dall'Ora                                   |                                                   | Indipendente                                      | ?                                                 | ?                                                 | 27 maggio 1951                                    | 27 maggio 1956                                    | Elezione 1951                                     |
|                                                      | Lino Oldrini                                      |                                                   | Democrazia Cristiana                              | ?                                                 | ?                                                 | 27 maggio 1956                                    | 1960                                              | Elezione 1956                                     |
| 1960                                                 | Lino Oldrini                                      | 1964                                              | Democrazia Cristiana                              | ?                                                 | ?                                                 | Elezione 1960                                     |                                                   |                                                   |
|                                                      | Carlo Martinenghi                                 |                                                   | Democrazia Cristiana                              | ?                                                 | ?                                                 | Elezione 1960                                     | 1964                                              | 22 novembre 1964                                  |
|                                                      | Mario Ossola                                      |                                                   | Democrazia Cristiana                              | ?                                                 | ?                                                 | 22 novembre 1964                                  | 1970                                              | Elezione 1964                                     |
| 1970                                                 | Mario Ossola                                      | 1975                                              | Democrazia Cristiana                              | ?                                                 | ?                                                 | Elezione 1970                                     |                                                   |                                                   |
|                                                      | Mario Ossola                                      | DC-PSI-PSDI-PRI                                   | Democrazia Cristiana                              | 1975                                              | 15 maggio 1978                                    | Elezione 1975                                     |                                                   |                                                   |
|                                                      | Giuseppe Gibilisco                                | DC-PSI-PSDI-PRI                                   |                                                   | Democrazia Cristiana                              | 15 maggio 1978                                    | Elezione 1975                                     | 1980                                              |                                                   |
|                                                      | Giuseppe Gibilisco                                | DC-PSI-PSDI-PRI                                   | 1980                                              | Democrazia Cristiana                              | 13 maggio 1985                                    | Elezione 1980                                     |                                                   |                                                   |
|                                                      | Maurizio Sabatini                                 |                                                   | Democrazia Cristiana                              |                                                   | DC-PSI-PSDI-PRI                                   | 13 maggio 1985                                    | 7 maggio 1990                                     | Elezione 1985                                     |
|                                                      | Luciano Bronzi                                    |                                                   | Partito Socialista Italiano                       |                                                   | DC-PSI-PLI-PRI-FdV-Pensionati                     | 7 maggio 1990                                     | 23 agosto 1992                                    | Elezione 1990                                     |
|                                                      | Angelo Monti                                      |                                                   | Democrazia Cristiana                              |                                                   | DC-PDS-PSI                                        | 23 agosto 1992                                    | 5 settembre 1992                                  | Elezione 1990                                     |
|                                                      | Umberto Calandrella (Commissario prefettizio)     | –                                                 | –                                                 | –                                                 | –                                                 | 5 settembre 1992                                  | 23 gennaio 1993                                   | –                                                 |
|                                                      | Raimondo Fassa                                    |                                                   | Lega Nord                                         |                                                   | LN-PRI-PLI-L. civiche                             | 23 gennaio 1993                                   | 30 novembre 1997                                  | Elezione 1992                                     |
| Sindaci eletti direttamente dai cittadini (dal 1997) |                                                   |                                                   |                                                   |                                                   |                                                   |                                                   |                                                   |                                                   |
| Nominativo                                           | Nominativo                                        | Partito                                           | Partito                                           | Coalizione                                        | Coalizione                                        | Mandato                                           | Mandato                                           | Elezione                                          |
| Nominativo                                           | Nominativo                                        | Partito                                           | Partito                                           | Coalizione                                        | Coalizione                                        | Inizio                                            | Fine                                              | Elezione                                          |
|                                                      | Aldo Fumagalli                                    |                                                   | Lega Nord                                         |                                                   | LN                                                | 30 novembre 1997                                  | 26 maggio 2002                                    | Elezione 1997                                     |
|                                                      | Aldo Fumagalli                                    | FI-LN-AN-UDC                                      | Lega Nord                                         | 26 maggio 2002                                    | 11 ottobre 2005                                   | Elezione 2002                                     |                                                   |                                                   |
|                                                      | Sergio Porena (Commissario prefettizio)           | –                                                 | –                                                 | –                                                 | –                                                 | 11 novembre 2005                                  | 31 maggio 2006                                    | –                                                 |
|                                                      | Attilio Fontana                                   |                                                   | Lega Nord                                         |                                                   | FI-LN-AN-UDC                                      | 31 maggio 2006                                    | 31 maggio 2011                                    | Elezione 2006                                     |
|                                                      | Attilio Fontana                                   | PdL-LN                                            | Lega Nord                                         | 31 maggio 2011                                    | 21 giugno 2016                                    | Elezione 2011                                     |                                                   |                                                   |
|                                                      | Davide Galimberti                                 |                                                   | Partito Democratico                               |                                                   | PD-L. civiche                                     | 21 giugno 2016                                    | 20 ottobre 2021                                   | Elezione 2016                                     |
|                                                      | Davide Galimberti                                 | PD-L. civiche                                     | Partito Democratico                               | 20 ottobre 2021                                   | in carica                                         | Elezione 2021                                     |                                                   |                                                   |